# Cantón de Quillebeuf-sur-Seine
El cantón de Quillebeuf-sur-Seine era una división administrativa francesa, que estaba situada en el departamento de Eure y la región de Alta Normandía.

## Composición
El cantón estaba formado por catorce comunas:
- Aizier
- Bouquelon
- Bourneville
- Marais-Vernier
- Quillebeuf-sur-Seine
- Saint-Aubin-sur-Quillebeuf
- Sainte-Croix-sur-Aizier
- Sainte-Opportune-la-Mare
- Saint-Ouen-des-Champs
- Saint-Samson-de-la-Roque
- Saint-Thurien
- Tocqueville
- Trouville-la-Haule
- Vieux-Port

## Supresión del cantón de Quillebeuf-sur-Seine
En aplicación del Decreto n.º 2014-241 de 25 de febrero de 2014, el cantón de Quillebeuf-sur-Seine fue suprimido el 22 de marzo de 2015 y sus 14 comunas pasaron a formar parte del nuevo cantón de Bourg-Achard.